# Таршіен Райнбоус
ФК «Таршіен Райнбоус» (мальт. Tarxien Rainbows Football Club) — мальтійський футбольний клуб з міста Таршіен, заснований у 1944 році як «Літтл Райнбоус». Виступає у Прем'єр-лізі. Домашні матчі приймає на стадіоні «Тоні Кассар», місткістю 1 000 глядачів.